# شقایق دهقان
شقایق دهقانی (زادهٔ ۴ اسفند ۱۳۵۷) بازیگر و نویسندهٔ اهل ایران است. بخشی از فعالیت‌های وی، بازی در مجموعه‌های تلویزیونی مهران مدیری است. او ۳ بار نامزد دریافت تندیس جشن حافظ شده ناست

## زندگی
شقایق دهقان در ۴ اسفند ۱۳۵۷ در گیسن آلمان غربی زاده شد. او سه ماه بعد همزمان با پایان تحصیلات پدرش به همراه خانواده به ایران بازگشت. دهقان به‌دلیل کار پدرش ۶ سال در نکا ساکن شد و سپس همراه خانواده به تهران آمد.
شقایق دهقان کارهای هنری را در تابستان ۱۳۷۴ و زمانی آغاز کرد که برای گذراندن اوقات فراغت در یکی از کلاس‌های عروسک‌گردانی فرهنگسرای امیرکبیر ثبت نام کرده بود. دو سال بعد، هم‌زمان با امتحانات نهایی سال چهارم دبیرستان از طرف معلمی که در آن کلاس با او آشنا شده بود به یک گروه تئاتر عروسکی که برای جشنواره عروسکی آماده می‌شدند معرفی شد. سپس از طریق یکی از همکارهایش به گلچهره سجادیه معرفی شد و با همکاری با گروه او اجرای یک نمایش جدی را تجربه کرد. در همین زمان کار نوشتن برای برنامه کودک را هم انجام می‌داد.
شقایق دهقان پس از آن به پیشنهاد یکی از کارگردان‌های گروه کودک تلویزیون در مجموعه تلویزیونی او بازی کرد و بدین ترتیب کار را در تلویزیون با فعالیت در گروه کودک آغاز کرد و به گفته خودش «عضو جدایی‌ناپذیر خانوادهٔ تلویزیونی‌ها» شد. در این بین در دو کار سینمایی زیر نور ماه (۱۳۷۹) و نقش کوتاهی در فیلم سیندرلا (۱۳۸۰) هم بازی کرد.

### خیزش ۱۴۰۱
شقایق دهقان در جریان خیزش ۱۴۰۱ ایران عکس بی‌حجاب خود را در استوری صفحه اینستاگرام خود به اشتراک گذاشت و نوشت «سهواً حجابم افتاد، سهواً دوباره سرم نکردم، یکی هم داشت سهواً عکس می‌گرفت، سهواً هم یکی دستش خورد و استوریش کرد. بابت همهٔ این سهواًها و برای رفع همه این سوءتفاهم‌ها، از صمیم قلبم از این طریق و از همه طریق‌های دیگه که بفرمایید، از مردم، از مسئولان، از همهٔ اونا که جریحه‌دار شدن، صراحتاً از هیچ‌کسی عذرخواهی نخواهم کرد».
در ۱۷ اردیبهشت ۱۴۰۲ شقایق دهقان در مراسم رونمایی یک کتاب در کافه کتاب نشر ققنوس تهران بدون حجاب اجباری حضور یافت.
وی به همراه چند بازیگر زن دیگر به دلیل کشف حجاب ممنوع‌الفعالیت شدند، حمید ایل‌بیگی معاون نظارت و ارزش‌یابی آثار سینمایی گفت: آن‌ها به دلیل محدودیتی که برایشان وجود دارد نمی‌توانند در فیلم‌های سینمایی بازی کنند آثار قبلی‌شان به تدریج منتشر می‌شود که مالکان فیلم‌ها متضرر نشوند چون سرمایه زیادی خرج شده است ولی از این به بعد نمی‌توانند در فیلم جدیدی بازی کنند.

## فیلم‌شناسی

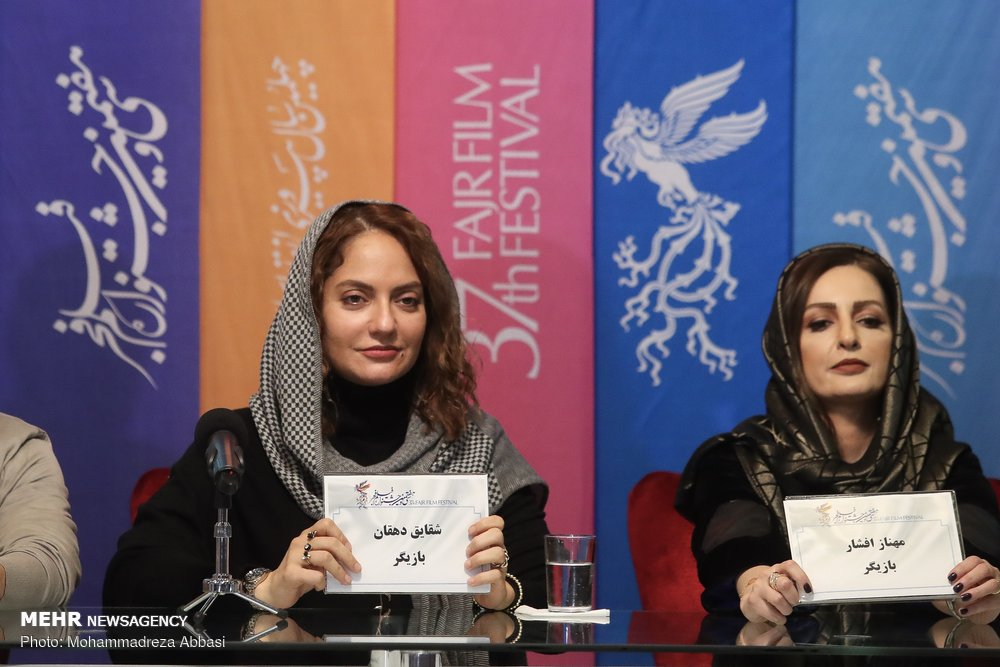
از راست: شقایق دهقان و مهناز افشار در نشست خبری فیلم ناگهان درخت

### فیلم‌های سینمایی
| سال  | عنوان                              | نقش         | کارگردان              | توضیحات              | منبع   |
| ---- | ---------------------------------- | ----------- | --------------------- | -------------------- | ------ |
| ۱۳۷۹ | زیر نور ماه                        | زن خیابانی  | رضا میر کریمی         |                      |        |
| ۱۳۸۰ | سیندرلا                            | خدمتکار کاخ | بیژن بیرنگ مسعود رسام |                      |        |
| ۱۳۸۷ | شیرین                              | شقایق دهقان | عباس کیارستمی         |                      |        |
| ۱۳۸۹ | گوهر (تله‌فیلم)                     |             | منوچهر هادی           | با بازی محسن تنابنده |        |
| ۱۳۹۰ | گنجینه جواهر پشته (تله‌فیلم)        | نرگس        | نادر مقدس             |                      | [ ۱۰ ] |
| ۱۳۹۲ | نظریه یادگیری اجتماعی (فیلم کوتاه) |             | پوریا حیدری اوره      |                      |        |
| ۱۳۹۲ | آتیش‌بازی                           | محبوبه      | بهمن گودرزی           |                      |        |
| ۱۳۹۳ | شرف خانواده فاضل                   | ندا         | پوریا جاویدپور        |                      |        |
| ۱۳۹۴ | گذر موقت                           | زن باردار   | افشین هاشمی           |                      |        |
| ۱۳۹۵ | اکسیدان                            | شکوفه       | حامد محمدی            |                      |        |
| ۱۳۹۷ | ناگهان درخت                        | ناهید       | صفی یزدانیان          |                      |        |
| ۱۳۹۷ | فصل ماهی سفید                      |             | قربان نجفی            |                      |        |
| ۱۳۹۸ | نارگیل ۲                           | الهام       | سید داود اطیابی       |                      |        |
| ۱۳۹۸ | انفرادی                            | الهام       | سید مسعود اطیابی      |                      |        |

### مجموعه‌های تلویزیونی
| سال       | عنوان                    | نقش              | کارگردان         | توضیحات                              |
| --------- | ------------------------ | ---------------- | ---------------- | ------------------------------------ |
| ۱۳۷۵      | هوای تازه                |                  | حسن فتحی         | شبکه سه                              |
| ۱۳۷۶      | قطار ابدی                |                  | رضا عطاران       | شبکه سه/۵۲ قسمت/پخش در سال ۷۸        |
| ۱۳۷۷      | بیست                     |                  | محمد حسن‌زاده     | شبکه یک                              |
| ۱۳۷۷      | فردا دیر است             |                  | حسن فتحی         | شبکه سه                              |
| ۱۳۷۹      | مثل زندگی                |                  | بهروز بقایی      | شبکه یک/۱۴ قسمت/گروه کودک و نوجوان   |
| ۱۳۷۹      | دختران                   |                  | اصغر توسلی       | شبکه تهران/۳۸ قسمت                   |
| ۱۳۷۹      | جوان امروز               |                  | یوسف سید مهدوی   | شبکه سه/۲۶ قسمت                      |
| ۱۳۸۰      | ستاره باران              |                  | نوید محمودی      | نویسنده و بازیگر                     |
| ۱۳۸۰      | رستوران خانوادگی         |                  | حسین سهیلی‌زاده   | شبکه تهران/بازیگر مهمان              |
| ۱۳۸۱      | پاورچین                  | یاسمن            | مهران مدیری      | شبکه تهران/۱۳۰ قسمت                  |
| ۱۳۸۲      | کوچه اقاقیا              | همسر فرامرز      | رضا عطاران       | شبکه تهران/۹۰ قسمت                   |
| ۱۳۸۲      | نقطه‌چین                  | یاسمن            | مهران مدیری      | شبکه سه/بازیگر مهمان                 |
| ۱۳۸۳      | این سه نفر               |                  | اصغر توسلی       | شبکه سه/۱۳ قسمت                      |
| ۱۳۸۴      | شب‌های برره               | سحرناز           | مهران مدیری      | شبکه سه/۹۲ قسمت                      |
| ۱۳۸۴      | و خداوند عشق را آفرید    | کوکب             | مسعود شاه‌محمدی   | شبکه ۳/بازیگر مهمان                  |
| ۱۳۸۵      | باغ مظفر                 | نازی             | مهران مدیری      | شبکه ۳/۴۵ قسمت                       |
| ۱۳۸۶      | مرد هزار چهره            | همسر سروان شاهین | مهران مدیری      | شبکه ۳/۱۳ قسمت/پخش در نوروز ۱۳۸۷     |
| ۱۳۸۷      | شب می‌گذرد                | عفت              | راما قویدل       | شبکه تهران/۲۰ قسمت                   |
| ۱۳۸۸      | مسافران                  | ستاره            | رامبد جوان       | شبکه ۳/۷۰ قسمت                       |
| ۱۳۸۸      | زن بابا                  | عالیه            | سعید آقاخانی     | شبکه ۳/ ۱۵ قسمت/ پخش در نوروز ۱۳۸۹   |
| ۱۳۸۸      | گمشده                    | روشنک            | راما قویدل       | شبکه یک                              |
| ۱۳۸۹      | نون و ریحون              | ریحانه           | فرزاد مؤتمن      | شبکه تهران/۲۵ قسمت/پخش در ماه رمضان  |
| ۱۳۸۹–۱۳۹۰ | ساختمان پزشکان           | پرستو شیرزاد     | سروش صحت         | شبکه ۳/۵۷ قسمت                       |
| ۱۳۹۰      | مسیر انحرافی             |                  | بهرنگ توفیقی     | شبکه سه/۱۳ قسمت/پخش در بهار ۱۳۹۱     |
| ۱۳۹۱      | دزد و پلیس               | فریبا            | سعید آقاخانی     | شبکه سه/۲۶ قسمت                      |
| ۱۳۹۲      | مهرآباد                  | مینو صالحی       | فرید سجادی حسینی | شبکه تهران/۳۰ قسمت                   |
| ۱۳۹۲      | پژمان                    | بنفشه            | سروش صحت         | شبکه سه/۲۵ قسمت                      |
| ۱۳۹۳      | سر به راه                | رعنا             | سعید سلطانی      | شبکه تهران/۱۵ قسمت/پخش در نوروز ۱۳۹۴ |
| ۱۳۹۴      | دورهمی                   | مهرناز           | مهران مدیری      | شبکه نسیم/سری اول                    |
| ۱۳۹۴      | یادداشت‌های یک زن خانه‌دار | شیوا             | مسعود کرامتی     | شبکه تهران/۵۰ قسمت                   |
| ۱۳۹۶      | هزارداستان               | مجری             | مریم نوابی‌نژاد   | شبکه نسیم/پخش در ماه‌رمضان            |
| ۱۳۹۹      | نون خ ۲                  | نازنین خداپرست   | سعید آقاخانی     | شبکه یک                              |
| ۱۳۹۹      | باخانمان                 | ملودی            | برزو نیک‌نژاد     | شبکه سه سیما                         |
| ۱۴۰۰      | نون خ ۳                  | نازنین خداپرست   | سعید آقاخانی     | شبکه یک                              |

### شبکه نمایش خانگی
| سال  | عنوان                    | نقش          | کارگردان     | پلتفرم       |
| ---- | ------------------------ | ------------ | ------------ | ------------ |
| ۱۳۸۵ | فضانوردان                |              | سیامک انصاری | -            |
| ۱۳۸۶ | گنج مظفر                 | نازی         | مهران مدیری  | -            |
| ۱۳۸۷ | بمب خنده                 |              | مهران مدیری  | -            |
| ۱۳۹۶ | گاراژ ۸۸۸                | شقایق        | سام کلانتری  | -            |
| ۱۴۰۰ | قبله عالم                | مهدعلیا      | حامد محمدی   | فیلیمو       |
| ۱۴۰۱ | شبکه مخفی زنان           | بلور         | افشین هاشمی  | نماوا        |
| ۱۴۰۲ | مگه تموم عمر چندتا بهاره | پرستو شیرزاد | سروش صحت     | فیلیمو نماوا |
| ۱۴۰۳ | بی تو می‌میرم             |              | عباس مرادیان |              |

### رئالیتی‌شو
| سال تولید | نام مجموعه  | کارگردان     | پلتفرم |
| --------- | ----------- | ------------ | ------ |
| ۱۴۰۳      | کارناوال    | رامبد جوان   | فیلم‌نت |
| ۱۴۰۲      | ناتو        | مهدی صفی‌یاری | فیلمنت |
| ۱۴۰۱      | ارتش سری    | سعید ابوطالب | فیلیمو |
| ۱۳۹۹      | شبهای مافیا | سعید ابوطالب | فیلیمو |
| ۱۳۹۰      | شام ایرانی  | بیژن بیرنگ   | -      |

### تئاتر
- نمایش موزیکال عروس مردگان در نقش مدلین اورگلت (۱۳۹۸)
- نمایش تروما به کارگردانی افسانه ماهیان (۱۳۹۷)
- نمایش کوکوی کبوتران حرم به کارگردانی افسانه ماهیان (۱۳۹۶)
- نمایش والس مرده شوران به کارگردانی الهام پاوه نژاد (۱۳۹۴) -با بازی بهرام افشاری و امیرحسین رستمی-

### نویسندگی فیلم‌نامه
- کمربندها را ببندیم (یکی از نویسندگان)
- نقطه چین (مهران مدیری)
- دورهمی (مهران مدیری)
- شب‌های برره (یکی از نویسندگان در چندین قسمت)
- شرف خانواده فاضل (به همراه مهراب قاسم خانی)

## جوایز و نامزدی‌ها
| سال  | جشنواره            | جایزه                                 | اثر        | نتیجه    |
| ---- | ------------------ | ------------------------------------- | ---------- | -------- |
| ۱۳۸۲ | هفتمین جشن حافظ    | تندیس بهترین بازیگر کمدی تلویزیونی    | پاورچین    | نامزدشده |
| ۱۳۸۵ | نهمین جشن حافظ     | تندیس بهترین بازیگر زن کمدی تلویزیونی | شب‌های برره | نامزدشده |
| ۱۳۹۳ | چهاردهمین جشن حافظ | تندیس بهترین بازیگر زن کمدی تلویزیونی | دزد و پلیس | نامزدشده |